# 同古戰役
同古戰役，也称同古保卫战，是發生在1942年3月19日至3月29日的战役。会战双方是中国远征军第五軍入緬先頭部隊——第二〇〇师与进攻英属緬甸同古（今稱東吁）的日本帝國陸軍，属于第二次世界大战的緬甸戰役的一部分。

## 背景
1942年2月後，蔣介石赴緬甸視察中國遠征軍。3月19日，在國軍第二〇〇師師長戴安瀾領導下，發動同古戰役，蔣計劃以第二〇〇師不惜代價死守同古爭取時間，掩護遠征軍主力向同古集結。第二〇〇師是一支機械化裝備部隊，屢建奇勳，先行入緬，士氣高昂。

## 作戰裝備
日軍第55師團：兵員20259人；150毫米野戰炮36門；迫擊炮200門；坦克裝甲車40輛；3個航空中隊空中支援。中國遠征軍第200師：兵員11000人；75毫米野戰炮20門；迫擊炮100門；坦克車3輛（其餘留在臘戍）；無空中支援。

## 經過
首次征緬之役，日軍與中國遠征軍第二〇〇師展開激烈的同古爭奪戰，在人數及裝備均不如日軍之下，第二〇〇師牽制日軍並阻止日軍南侵，同古一役創下盟軍首次堅持不屈的戰鬥記錄。
1942年3月7日，第二〇〇師日夜兼程，到達戰鬥第一線同古。同古南距仰光250公里，北距曼德勒320公里，是日軍「必須迅速佔領」之地。它是阻止日軍北攻之屏障。3月8日，仰光失陷。英緬第1師駐守在同古，士氣極爲低落，既不瞭解敵情，又未準備迎戰，只準備後撤保存實力。3月18日，日軍向同古推進，英軍同時撤退。從3月19日起，日軍第55師團第112聯隊向同古攻擊，第143聯隊於3月20日投入戰鬥。受日軍入侵緬甸、大東亞共榮思想影響，緬甸獨立義勇軍也隨同日軍進攻同古。3月28日，日軍56師團一個搜索聯隊400餘人趕至同古增援。雙方激戰12天，日軍遭到太平洋戰爭開戰以來未曾遇到過之猛烈抵抗。主力國民革命軍第五軍遲遲未集結，造成第二〇〇師犧牲很大。

## 結果
第二〇〇師在同古連續戰鬥12日，補給中斷，加以日軍頑強堅守既得據點，國軍攻擊非一舉可以奪取。在此形勢下，國軍既不能迅速集中主力與敵決戰，以解同古之圍，而曠日持久，仰光登陸之敵勢必參加戰鬥，使敵殲滅第二〇〇師。如此，敵人將各個擊破遠征軍，有全軍覆沒之虞。因此，杜聿明決心令第二〇〇師於29日晚突圍，以保全戰力，準備在另一時間、地點與日軍決戰。當時史迪威堅決反對，仍堅持以不足之兵力向敵攻擊，爭執至鬧翻。史迪威不肯放棄主張，以服從命令來威脅杜聿明，並派參謀竇爾登監督杜聿明實施史迪威之攻擊命令。
日軍四面包圍第二〇〇師，官兵們認為必須撤退，戴安瀾多次致電杜聿明請求允許突圍，最後在廖耀湘新編二十二師協助下得以成功脫險。在戴安瀾指揮下，第二〇〇師安全突圍，連一個傷兵也未丟失。此次同古突圍，第二〇〇師無法將戰友屍骸帶走，日軍在戰後將第二〇〇師2000多名陣亡官兵埋葬，立碑「支那勇士之墓」。第二〇〇師成功撤出同古，以最少損失完成撤退任務。4月，中國遠征軍入緬甸佈防，堅抗敵軍於同古，並在彥南羌（仁安羌）馳援英軍，擊退頑敵，使英軍脫圍。:43
同古作戰掩護英軍撤退，爲遠征軍後續部隊贏得時間。最後第二〇〇師全師安全轉移，日軍也承認，同古戰鬥中，第二〇〇師十分英勇，戰鬥意志旺盛，尤其是擔任撤退收容任務部隊直至最後仍固守陣地拼死抵抗。同古戰役對於日軍來說是第一次緬甸戰役中最艱苦一戰。大戰終於以中國軍隊主動撤退而告結束，日本人佔領一座空城。戰鬥尚未結束，中日雙方都迫不及待在各自首都發佈戰報，都稱自己取得重大勝利。雙方輿論為此沸沸揚揚，國民情緒跟著振奮鼓舞。同古之役初步矯正西方人對中國軍隊之歧視和偏見。它在軍事上取得意義不大，但卻改善盟軍以及日本對中國軍人之重新認識。

## 傷亡
事實上該戰役雙方損失基本相等，日本人付出重大代價攻佔一座廢墟，中國人雖然後撤100英里，卻阻滯敵人攻勢。國軍第二〇〇師傷亡：騎兵連64死10傷，炮兵連81死10傷，工兵連62死，第五九八團537死132傷，第五九九團474死46傷，第六百團687死240傷，傷亡共計約2500人，估計殲敵5000餘人。日本軍第55師團在緬甸前期作戰共陣亡702人，傷者不詳，隨同日軍進攻之緬甸獨立義勇軍在此戰參戰及傷亡數不詳。